# Beaumont-Hamel
Beaumont-Hamel is een gemeente in het Franse departement Somme (regio Hauts-de-France). De gemeente telt 187 inwoners (2005) en maakt deel uit van het arrondissement Péronne.

## Geschiedenis

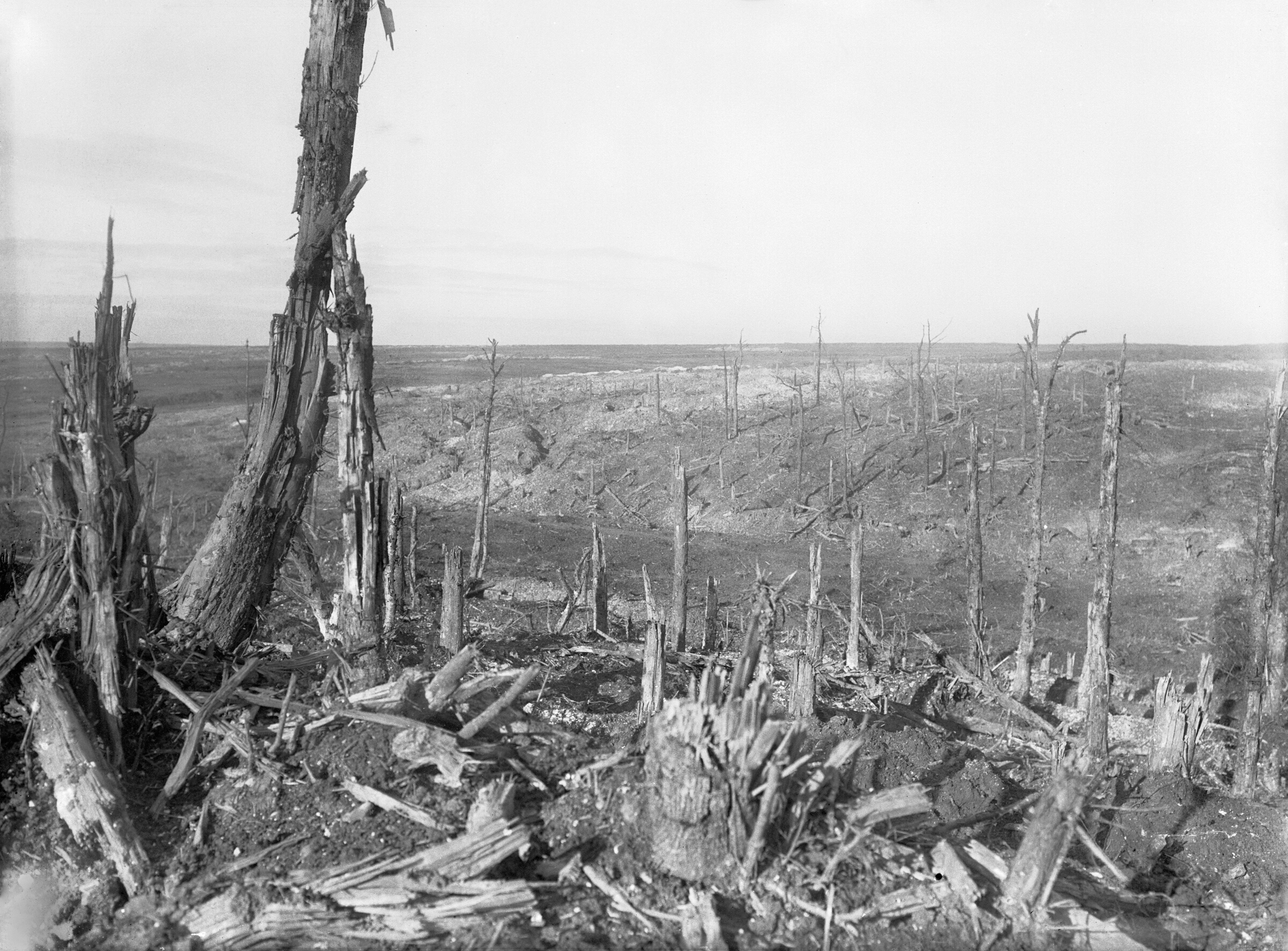
Het landschap bij Beaumont-Hamel na de Slag aan de Somme

Oude vermeldingen van Beaumont dateren uit de 13de eeuw als Bellus Mons en Biaumont. Een oude vermelding van Hamel dateert uit de 12de eeuw. Op het eind van het ancien régime vormden beide plaatsen samen de gemeente Beaumont-Hamel.
Tijdens de Eerste Wereldoorlog lag Beaumont-Hamel aan het front en was het een van de brandhaarden in de Slag aan de Somme in 1916. Tegen het einde van de oorlog was het dorp vrijwel volledig verwoest.

## Geografie
De oppervlakte van Beaumont-Hamel bedraagt 8,2 km², de bevolkingsdichtheid is 22,8 inwoners per km². De gemeente bestaat uit het dorp Beaumont in het noorden en het gehucht Hamel in het zuiden. Ten oosten loopt de rivier de Ancre.
De onderstaande kaart toont de ligging van Beaumont-Hamel met de belangrijkste infrastructuur en aangrenzende gemeenten.

## Bezienswaardigheden

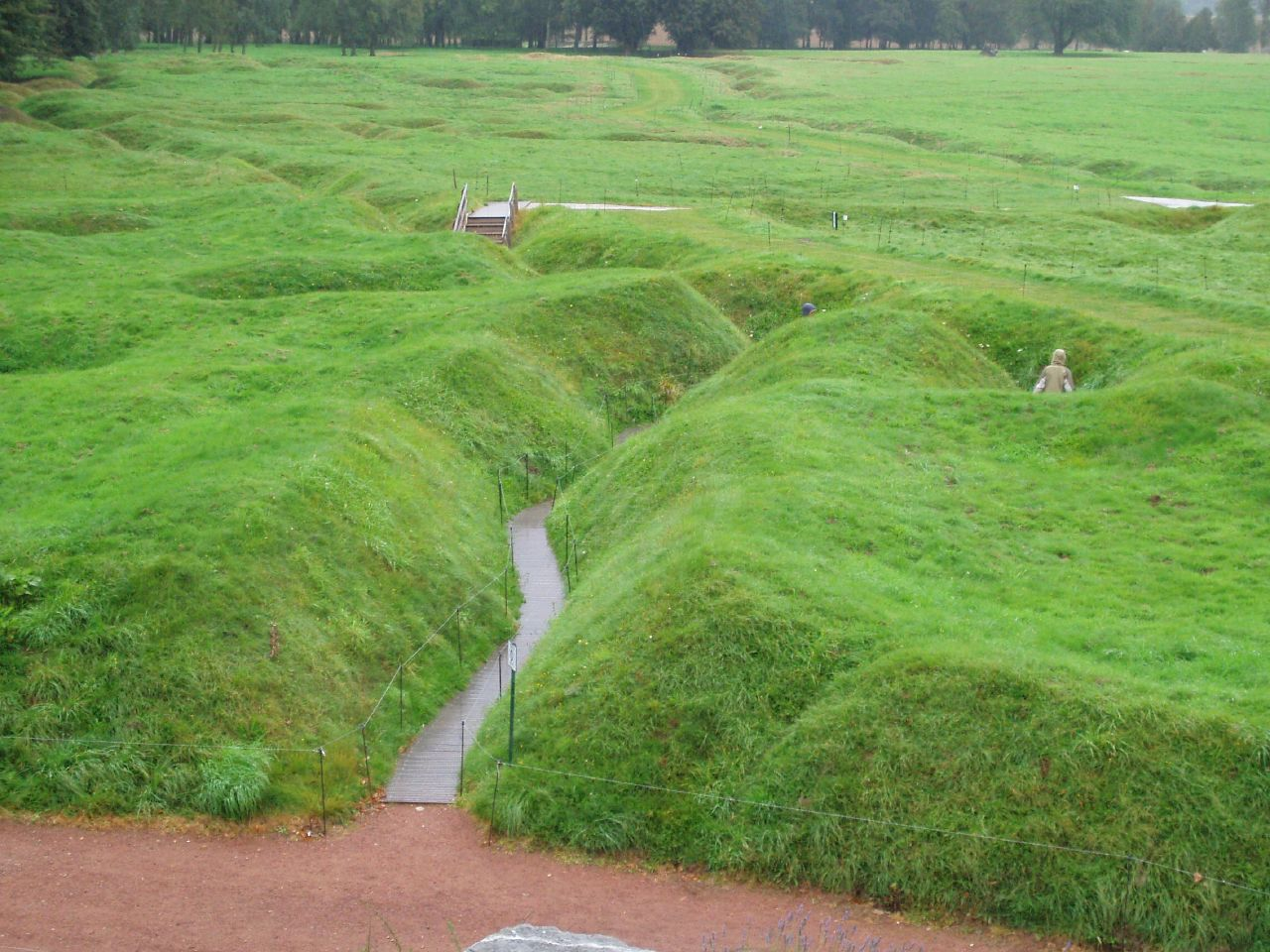
Loopgraven en bewaard oorlogslandschap

- De Église Notre-Dame-de-l'Assomption in Beaumont
- De Église Notre-Dame-de-la-Nativité in Hamel
- Het Beaumont-Hamel Newfoundland Memorial, een herdenkingssite voor de Eerste Wereldoorlog.
- In de gemeente liggen meerdere Britse militaire begraafplaatsen met gesneuvelden uit de Eerste Wereldoorlog. Y Ravine Cemetery en Hunter's Cemetery liggen op de site van het Beaumont-Hamel Newfoundland Memorial.
  - Ancre British Cemetery
  - Beaumont-Hamel British Cemetery
  - Frankfurt Trench British Cemetery
  - Hamel Military Cemetery
  - Hunter's Cemetery
  - Munich Trench British Cemetery
  - New Munich Trench British Cemetery
  - Redan Ridge Cemetery No.1
  - Redan Ridge Cemetery No.2
  - Redan Ridge Cemetery No.3
  - Waggon Road Cemetery
  - Y Ravine Cemetery
  - Serre Road Cemetery No.1 ligt op de grens met buurgemeente Puisieux en Hébuterne
  - Serre Road Cemetery No.2 ligt op de grens met buurgemeente Hébuterne
- De Nécropole nationale de Serre-Hébuterne, een Franse militaire begraafplaats uit de Eerste Wereldoorlog ligt op de grens met de gemeente Hébuterne

## Demografie
Onderstaande figuur toont het verloop van het inwonertal (bron: INSEE-tellingen).